# Arsène Herbinier
Arsène Julien Herbinier est un peintre, illustrateur, affichiste et lithographe français né à Paris le 14 mai 1869 et mort à Vernon (Eure) le 26 décembre 1947.

## Biographie

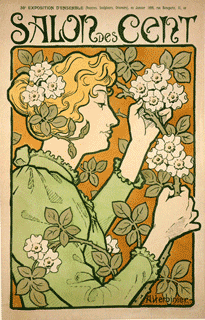
Affiche du Salon des Cent (janvier 1899).

Arsène Herbinier étudie la peinture et le dessin auprès de Luc-Olivier Merson, Eugène Grasset ainsi qu'avec Alfred Jean Marie Broquelet.
Il se spécialise en lithographie. Son travail est exposé au Salon des artistes français, et en 1909 il a été élu membre de la Société des artistes français avec une médaille de troisième classe.
Son travail est typique du style Art nouveau, incluant d'une manière visible l'influence des estampes japonaises dans ses lignes ondoyantes et les visages pâles des femmes enveloppé dans des longues robes.
Il exécute des vignettes et des illustrations pour La Plume et Le Figaro (supplément illustré).
Le 1er juillet 1934, il est nommé officier de l'Instruction publique.